# ミックスト・エモーションズ
「ミックスト・エモーションズ」(Mixed Emotions)は、ローリング・ストーンズの楽曲。作詞・作曲はミック・ジャガーおよびキース・リチャーズ。1989年発表のアルバム『スティール・ホイールズ』収録。シングルとしてもリリースされ、アメリカで5位、イギリスで36位を記録。

## 解説
アルバム『スティール・ホイールズ』からの先行シングルとしてリリースされた。1980年代を通して繰り広げられたジャガーとリチャーズの対立が解消されてから間もなく作られた楽曲の一つで、「複雑な気持ちなのはお前だけじゃないぜ」という歌詞に、二人の当時の心境が表れている。二人は1989年1月に対立を解消してから、間もなくバルバドスで楽曲制作を始めたが、この曲はかなり早い段階で出来上がったという。リチャーズは前年に発表した、第1作目のソロアルバム『トーク・イズ・チープ』に「ユー・ドント・ムーヴ・ミー」という曲を収録しているが、そのためにこの曲のタイトルが「Mick's demotion（動けないミック）」の語呂合わせだという噂が立ったが、本人は「全くのガセだ」と否定している。
アメリカのBillboard Hot 100では5位にまで上昇し、さらに同メインストリーム・ロック・チャートでは5週連続1位というヒット作となったが、イギリスでは36位といまいち伸びなかった。その他、カナダにおいても1位を記録している。B面に収録された「ファンシー・マン・ブルース」は『スティール・ホイールズ』には未収録であり、12インチシングルに収録された「ミックスト・エモーションズ」のクリス・キムゼイによるリミックス・バージョンと共に、コンピレーション盤『レアリティーズ 1971-2003』（2006年）に収録された。
この曲は、本作発表以後にリリースされたすべての公式ベストアルバムに収録されている。

## レコーディング・メンバー
※アルバム『スティール・ホイールズ』記載のクレジットに準拠
- ミック・ジャガー - リード&バッキングボーカル、エレキギター、シェイカー
- キース・リチャーズ - エレキギター、バッキングボーカル
- ロン・ウッド - エレキギター
- ビル・ワイマン - ベース
- チャーリー・ワッツ - ドラムス
- チャック・リーヴェル - ピアノ、オルガン
- キック・ホーンズ - ブラス
- ルイス・ジャルディン - パーカッション
- サラ・ダッシュ、リサ・フィッシャー、バーナード・ファウラー - バッキングボーカル

## コンサートでの演奏
『スティール・ホイールズ』リリース直後に行われた「スティール・ホイールズ～アーバン・ジャングル・ツアー」では頻繁に演奏されたが、以降は披露されることはなく、2016年のツアーで再び演奏されたのみである。2020年にリリースされた限定ライヴアルバム『スティール・ホイールズ・ライヴ』に、先述の「スティール・ホイールズ～アーバン・ジャングル・ツアー」からの演奏が収録されている。
ジャガーはこの曲の演奏について「いい曲だが、ライヴで演るのはえらく難しいんだ。歌メロがすごくハードだがコーラスはメロディアスで、俺はそういうのが好きなんだが、何度歌っても上手くいかないんじゃないかって不安な気持ちになるんだよ」とコメントしている。

## ヒットチャート
| チャート (1989年)                             | 最高位 |
| --------------------------------------------- | ------ |
| オーストラリア (ARIA)                         | 25     |
| オーストリア (Ö3 Austria Top 40)              | 17     |
| ベルギー (Ultratop 50 Flanders)               | 14     |
| カナダ トップシングルス (RPM)                 | 1      |
| ヨーロッパ (European Hot 100 Singles)         | 23     |
| フィンランド (スオメン・ヴィラリネン・リスタ) | 9      |
| フランス (SNEP)                               | 41     |
| アイルランド (IRMA)                           | 17     |
| オランダ (Dutch Top 40)                       | 10     |
| オランダ (Single Top 100)                     | 9      |
| ニュージーランド (Recorded Music NZ)          | 9      |
| ノルウェー (VG-lista)                         | 9      |
| スウェーデン (Sverigetopplistan)              | 15     |
| スイス (Schweizer Hitparade)                  | 24     |
| UK シングルス (OCC)                           | 36     |
| US Billboard Hot 100                          | 5      |
| US Alternative Airplay (Billboard)            | 22     |
| US Mainstream Rock (Billboard)                | 1      |
| ドイツ (GfK Entertainment charts)             | 20     |

| チャート (1989年)         | 順位 |
| ------------------------- | ---- |
| カナダ (RPM)              | 20   |
| オランダ (Dutch Top 40)   | 89   |
| オランダ (Single Top 100) | 94   |